# Capturant els Friedman
Capturar els Friedman (títol original, Capturing the Friedmans) és un documental dirigit per Andrew Jarecki. Se centra en la investigació d'Arnold i Jesse Friedman, acusats d'abús de menors en els anys 80. La pel·lícula mostra la desestructuració de la família Friedman. Va ser guardonada amb el gran premi del jurat en el festival de Sundance de l'any 2003. Va ser nominada per l'Oscar al millor documental el 2003.
Alguns Friedman al·legaven ser víctimes i els membres de la família van escriure al Comitè de Premis protestant per la nominació, les seves identitats estaven confirmades però protegides pel jutge que presidia el cas al jutjat. Ha estat doblada al català.

## Argument
Capturar els Friedman s'endinsa en la vida dels Friedman, una família de classe mitjana de Great Neck, Long Island. La policia del comtat de Nassau comença una llarga investigació després de trobar una gran col·lecció de revistes de pornografia infantil a la casa dels Friedman. Arnold Friedman, el pare de la família, és acusat d'abús de menors al costat del seu fill menor, Jesse, l'any 1988. Ambdós treballaven fent classes particulars d'informàtica a nens a casa seva. El cas aviat esclata i es converteix en un escàndol mediàtic. Després de nombroses sospites, els alumnes d'Arnold Friedman són interrogats per la policia i tots declaren haver sofert abusos sexuals per part dels acusats i haver participat en múltiples jocs sexuals durant les classes.
Arran d'aquestes declaracions i de la pressió mediàtica la família Friedman comença a desestructurar-se. Seguint les recomanacions del seu advocat, Arnold i Jesse Friedman es declaren culpables davant la Justícia. Arnold va ser condemnat de 10 a 30 anys i Jesse de 6 a 18 anys d'anys de presó. Finalment, Arnold Friedman se suïcida l'any 1995 durant la seva estada a la presó, deixant 250.000 dòlars de la seva assegurança de vida al seu fill. Jesse surt l'any 2001 en llibertat condicional després de complir 13 anys de condemna.

## Comentari
Capturar els Friedman es mou entre el documental i la ficció. Es tracta d'un projecte original que mostra un fet vist des del punt de vista dels mateixos protagonistes. El director es limita a recollir testimonis. Es poden observar entrevistes actuals als testimonis més directes (la família, les presumptes víctimes d'abusos sexuals, l'advocat i els agents de policia). Entrellaça les entrevistes amb els nombrosos vídeos casolans dels Friedman. Aquests enregistraments són la base documental de la pel·lícula, que es complementen amb imatges d'arxivament del cas que es van emetre per televisió en aquella època.
El film se centra en dos temes principalment. Per una part l'arrest, judici i condemna d'Arnold i Jesse; per una altra, l'enfonsament de la família Friedman arran de l'esdeveniment. El documental fa un judici del sistema de valors de la societat nord-americana i fa referència a la histèria mediàtica que va acompanyar al cas. L'espectador queda entre el dubte de culpabilitat i innocència dels acusats durant el film. Ensenya a creure en el principi de presumpció d'innocència, en el gran poder que poden exercir els mitjans i la societat en l'àmbit personal. Apareixen nombrosos testimonis que donen una visió diferent de la que es va tenir del cas durant el seu transcurs en els anys 80. El mateix Jesse Friedman després de veure el documental va declarar que Capturant els Friedman havia estat el veritable judici que mai no va tenir.

## Repartiment
- Arnold: cèlebre professor acusat de sodomia. Es declara pedòfil i admet haver mantingut relacions sexuals amb dos menors, encara que afirma que mai no ha abusat dels seus alumnes durant les classes particulars d'informàtica. Es declara culpable després d'una llarga reunió amb la seva família i advocat. D'aquesta manera creu que podrà salvar el seu fill Jesse de la presó. És condemnat entre 10 i 30 anys de presó. Sense acabar la seva condemna se suïcida en el moment en què condemnen Jesse.
- Jesse: és el fill menor de la família Friedman. Ajuda al seu pare en les classes d'informàtica. Entra a formar part del cas de pederàstia que embolica el seu pare després de les declaracions dels alumnes. Ells van afirmar que Jesse també participava en els jocs sexuals que s'efectuaven durant les classes. Es declara culpable com l'aconsella l'advocat després de diversos judicis en els quals mantenia la seva innocència. Afegeix que el seu pare també va abusar d'ell per poder reduir la seva condemna. Finalment, l'any 2001 surt al carrer en llibertat condicional i torna a casa amb la seva mare.
- Elaine Friedman: mare de la família. És el membre menys valorat dels Friedman per part dels seus fills. Té coneixement de les inclinacions sexuals del seu marit i l'acompanya en diverses ocasions al psicòleg després de trobar les seves revistes pornogràfiques infantils. Durant el film no s'inclina ni per la innocència ni per la culpabilitat del seu marit en el cas. Creu que les acusacions poden ser veritat.
- David Friedman: fill gran, pallasso de professió. Amb les seves declaracions durant el documental ens demostra la seva expressa confiança en la innocència del seu pare. Idolatra la figura paterna i rebutja la seva mare.
- Seth Friedman: fill mitjà. No existeix cap entrevista d'ell. Es va negar a sortir al documental. Tot i que es poden veure fotos de petit en les imatges d'arxiu.
- Howard Friedman: germà d'Arnold. No pot creure el que li va passar a Arnold. Encara que recorda que la infantesa d'ell i del seu germà no va ser el millor ambient per créixer. Vivien amb la seva mare que exercia la prostitució a la mateixa casa. Però mai no va veure capaç el seu germà d'haver comès tots els delictes de què se'l culpava.
- John MCDermott
- Francesc Galasso
- Joseph Onorato
- Abbey Boklan

## Crítica
La pel·lícula va tenir una gran acollida entre el públic. En la pàgina web de Rotten Tomatoes va aconseguir crítiques molt positives aconseguint una qualificació de 9 sobre 10. La pel·lícula va ocupar als Estats Units el lloc de la setena millor pel·lícula de l'any 2003 en la llista de la mateixa pàgina. Aquest documental de baix pressupost va tenir un gran èxit en nombrosos festivals. Va guanyar el Gran Premi del Jurat en el Festival de Sundance 2003 i va ser inclosa en el Channel 4 entre els 50 millors documentals de tots els temps l'any 2005.

## Premis i nominacions

### Nominacions
- 2004. Oscar al millor documental per Andrew Jarecki i Marc Smerling